# Петц Мартін Августович
Мартін Августович Петц — італійський вокальний педагог, викладач Київського музичного училища РМТ і вокальної школи в Мілані.

## Загальні відомості
Від 1898 року і до кінця 1910-х років викладав у Київському музичному училищі РМТ (нині — Київська муніципальна академія музики імені Рейнгольда Глієра).
Мартін Петц був запрошений до Києва з Мілана. «Робота М. А. Петца позитивно позначилася на вдосконаленні вокальної майстерності вихованців училища, зокрема їхньої чіткої дикції, артистизму сценічного втілення музичного образу, а також сприяла розширенню навчального репертуару в класі вокалу».
Мартін Петц мав власну вокальну школу в Мілані, де удосконалювали свою майстерність багато виконавців з Російської Імперії. Школа мала високу репутацію професійного навчального закладу.
Серед його учнів: Аксютич, О. І. Алексєєв, М. Алешко, Антонова, О. Арсеньєва, Г. Бакланов, О. Бреві, М. Бочаров, А. Вишневський, М. Годек, М. Званцев, Л. Клементьєв, Ю. Крижановська-Полуектова, Т. Любатович, А. Массальська, К. Михайлов-Стоян, П. Оленін, Ю. Рейдер, О. Садовень, А. Секар-Рожанський, Н. Ульяновська, З. Шпіллер.